# Atmosphere Explorer E
L'Atmosphere Explorer E (AE-E), a volte citato anche come Explorer 55, è stato un satellite NASA, lanciato il 20 novembre 1975 dalla base aerea di Cape Canaveral. L'AE-E faceva parte della serie di satelliti "Atmosphere Explorer", appartenente al Programma Explorer, e fu messo in orbita con lo scopo di studiare la termosfera.

## Obbiettivi
Nel dettaglio, lo scopo principale della missione dell'Atmosphere Explorer E era quello di continuare gli studi portati avanti dall'Atmosphere Explorer C inerenti ai meccanismi di trasferimento di energia e ai processi fotochimici che controllano la struttura e il comportamento dell'atmosfera e della ionosfera terrestre nella regione di alto assorbimento della radiazione solare. In particolare, l'AE-E doveva lavorare in coppia con l'Atmosphere Explorer D, lanciato il 6 ottobre 1975: il primo doveva campionare l'atmosfera delle regioni a bassa latitudine, ossia le regioni equatoriali, mentre il secondo quelle a elevata latitudine, ossia le regioni polari.

## Struttura
Il satellite, del peso di 735 kg, aveva la forma di un poliedro con molte facce laterali, ben sedici, e ricordava quindi un cilindro, avente diametro pari a 1,4 m. Dei 735 kg, circa 100 erano costituiti dalla strumentazione scientifica e il veicolo montava anche un propulsore da 1,6 kg che fu più volte utilizzato nel corso del primo periodo di missione per correggere l'iniziale orbita ellittica.
Una volta messo in orbita, in particolare in un'orbita ellittica, il satellite era stabilizzato utilizzando la tecnica di stabilizzazione di spin, una tecnica di stabilizzazione passiva nella quale l'intero veicolo ruota su se stesso in modo che il suo vettore di momento angolare rimanga pressoché fissato nello spazio inerziale. Il movimento di rotazione è stabile se il satellite gira attorno all'asse che ha momento d'inerzia massimo. Nel caso dell'AE-E, tale asse era posto perpendicolarmente al piano orbitale e la velocità di rotazione era pari a 4 rpm, ma il satellite poteva anche essere messo in una modalità tale da compiere un solo giro per ogni orbita.

## Strumentazione
Per raggiungere gli obiettivi prefissati, il satellite era stato equipaggiato, tra le altre cose, con strumenti con strumenti per misurare la radiazione solare ultravioletta, come i fotodiodi utilizzati nell'esperimento Extreme Solar UV Monitor (ESUM), la temperatura, la composizione e la densità degli ioni positivi, delle particelle neutre e degli elettroni, come gli esperimenti NATE (Neutral Atmosphere Temperature) e BIMS (Bennett Ion-Mass Spectrometer), lo spettro energetico dei fotoelettroni, come l'esperimento PES (Photoelectron Spectrometer), e l'emissione luminosa nota come airglow, di cui si occupava l'esperimento VAE (Visible Airglow Photometer). Rispetto all'AE-C, su questo satellite non erano presenti alcuni esperimenti, come il LEE (Low-Energy Electrons), utilizzato per misurare i flussi di protoni e di elettroni fino a 25 keV, e l'UVNO (Ultraviolet Nitric-Oxide), utile alla misurazione dell'airglow, i quali erano ritenuti più utili a misurazioni da effettuare sopra le regioni polari. Al loro posto, l'AE-E trasportava l'esperimento BUV (Backscatter UV Spectrometer), uno spettrometro utile al monitoraggio della distribuzione spaziale dell'ozono atmosferico.

## Lancio e operatività
L'Atmosphere Explorer E è stato lanciato dal Complesso di lancio 17 della base aerea di Cape Canaveral il 20 novembre 1975, grazie ad un razzo Delta 2910, ed è stato posto su un'orbita ellittica media. Durante il primo anno di missione l'orbita fu resa via via meno ellittica utilizzando il propulsore, finché non fu resa circolare il 20 novembre 1976, con il satellite ad un'altezza di 390 km. Da lì la sua orbita iniziò a decadere fino a che, il 10 giugno 1981, dopo quasi 5 anni e mezzo di operatività, l'Atmosphere Explorer E ha compiuto il suo rientro atmosferico disintegrandosi. Nei suoi anni di attività, il satellite ha lavorato in coppia con l'AE-D fino al 26 gennaio 1976, quando un malfunzionamento ai pannelli solari pose fine all'operatività di quest'ultimo. La NASA decise così di riattivare l'Atmosphere Explorer C, che si trovava al tempo su un'orbita circolare in decadimento, che lavorò quindi in coppia con l'AE-E dal 28 febbraio 1976 fino al suo rientro atmosferico, avvenuto il 12 dicembre 1978, dopodiché, l'AE-E continuò ad operare da solo.